# I. ČLTK Prag

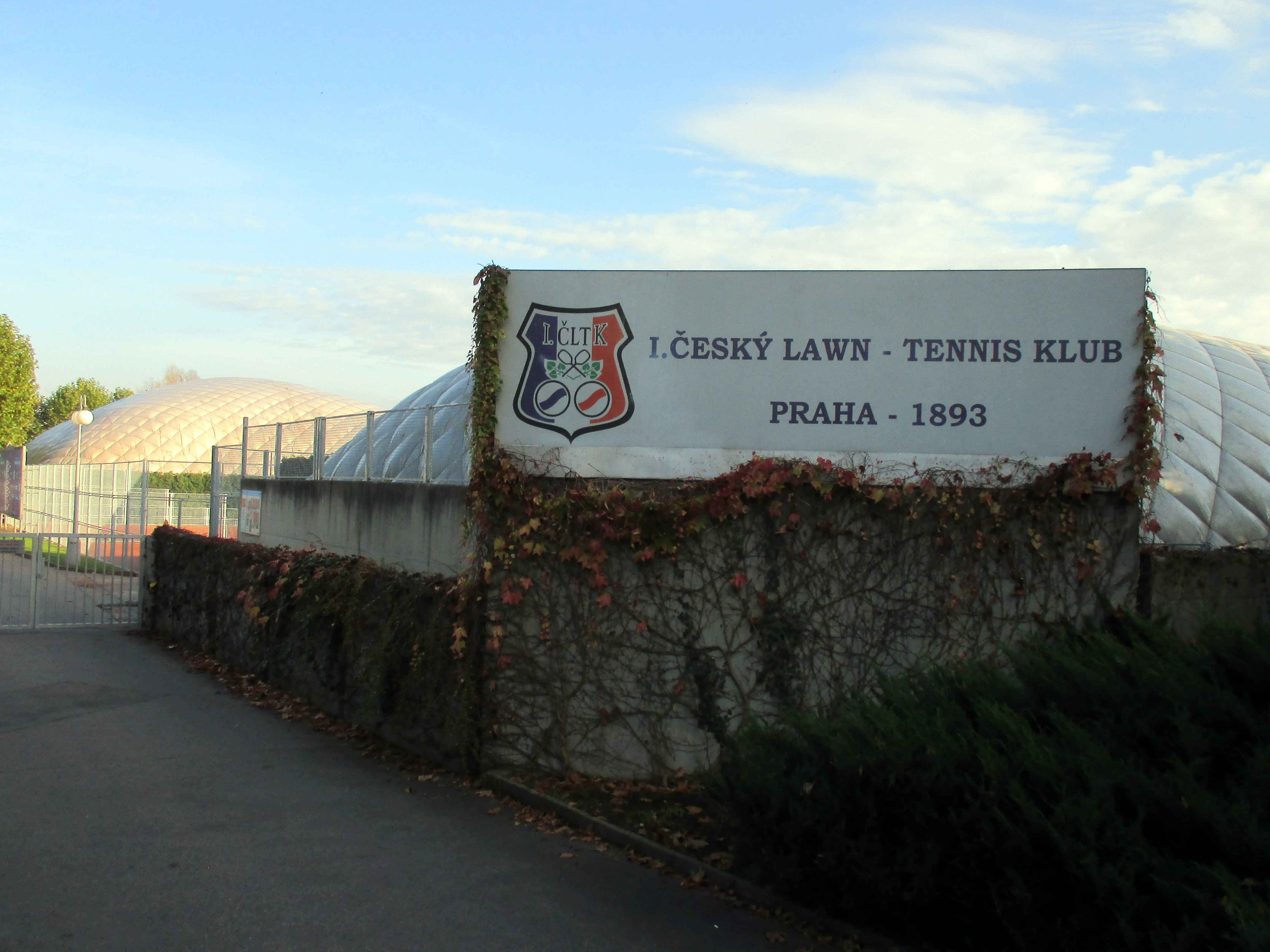
Eingangstor

I. ČLTK Prag ist ein Tennisclub mit Tennisanlage auf der Moldau-Insel Štvanice in Prag. In der ersten Hälfte des 20. Jahrhunderts betrieb der Klub in den Wintermonaten Eislaufplätze auf der Anlage. Zudem bildete der Klub zu dieser Zeit Eishockeymannschaften, die am Spielbetrieb der höchsten tschechischen Spielklasse, der 1. Liga, teilnahmen.

## Geschichte
1893 wurde der Klub als I. Český lawn–tenisový klub gegründet und ist damit der älteste in Tschechien. In den 1950er Jahren wurde er in die TJ Motorlet Prag eingegliedert. Ab 1970 trug er den Namen ČLTK Dopravní podnik Praha und wurde unter die Trägerschaft der Prager Verkehrsbetriebe gestellt. In den 1990er Jahren nahm der Klub wieder seinen alten Namen I. ČLTK Prag an.
Die Tennisanlage ČLTK Štvanice Prag (auch bekannt als Tenisový areál Štvanice) besteht aus 14 Sandplätzen im Freien und 10 Hallenplätzen, davon sieben Hartplätze und drei Sandplätze, die mit Flutlichtanlagen beleuchtet werden. Der größte Platz hat eine Kapazität von 8000 Sitzplätzen.
Es war Austragungsort des ATP-Turniers Prague Open und des WTA-Turniers ECM Prague Open.

## Vereinsnamen
- 1893 I. ČLTK Prag (I. Český lawn–tenisový klub Prag)
- 1902 Gründung der Eishockeymannschaft
- 1948 Sokol ZMP Prag
- 1949 ZSJ ZMP Prag
- 1951 ZSJ Sokol Šverma Jinonice (Základní sportovní jednota Sokol Šverma Jinonice)
- 1953 DSO Spartak Motorlet Prag (Dobrovolná sportovní organizace Spartak Motorlet Prag)
- 1957 TJ Spartak Motorlet Prag (Tělovýchovná jednota Spartak Motorlet Prag)
- 1969 TJ ČLTK Motorlet Prag (Tělovýchovná jednota Český lawn–tenisový klub Motorlet Prag)
- 1970 TJ DP I. ČLTK Prag (Tělovýchovná jednota Dopravní podnik I. Český lawn–tenisový klub Prag)
- 1992 I. ČLTK Prag (I. Český lawn–tenisový klub Prag)
- 1994 I. ČLTK Kaučuk Prag (I. Český lawn–tenisový klub Kaučuk Prag)
- 1996 I. ČLTK Prag (I. Český lawn–tenisový klub Prag)
- 1998 Auflösung der Eishockeyabteilung

## Eishockey
Herausragende Spieler des Vereins waren Luděk Bukač, Karel Masopust, František Výborný, Augustin Bubník, Jaroslav Jágr, Oldřich Kučera, Jaroslav Drobný und Vladimír Kobranov. Zudem begannen Slavomír Lener und Jaroslav Hlinka ihre Karrieren in diesem Verein.
1998 wurde die Eishockeyabteilung geschlossen und die verbliebenen zehn Spieler wechselten zu Bohemians Prag.

### Erfolge
- Meister des Protektorats Böhmen und Mähren: 1941
- Vizemeister des Protektorats Böhmen und Mähren: 1942, 1943 und 1944
- Tschechoslowakischer Vizemeister: 1946, 1947 und 1948
- Meister der zweiten Spielklasse: 1964
- Meister der dritten Spielklasse: 1980

### Meisterkader 1940/41
| Torhüter      | Zdeněk Jarkovský, J. Franc                                                                                    |
| Abwehrspieler | František Pácalt, S. Franc, Kalous                                                                            |
| Stürmer       | Frýzek, Jaroslav Drobný, Robert Robětín, Jindřich Krammer, Miroslav Sláma, Karel Robětín, Jiří Tožička, Fatka |
| Trainer       | Jiří Tožička                                                                                                  |

### Saisonstatistik
| Tschechoslowakei (1936–1938)              | Tschechoslowakei (1936–1938)        | Tschechoslowakei (1936–1938) | Tschechoslowakei (1936–1938) | Tschechoslowakei (1936–1938)         | Tschechoslowakei (1936–1938)                |
| Saison                                    | Liga                                | Spielklasse                  | Hauptrunde                   | Endrunde                             | Auf- und Abstieg                            |
| ----------------------------------------- | ----------------------------------- | ---------------------------- | ---------------------------- | ------------------------------------ | ------------------------------------------- |
| 1936/37                                   | Regionalmeisterschaft (Zentrum)     | I I                          | 2. Platz                     | 6:1-Sieg über den SK Královo Pole    | Aufstieg                                    |
| 1937/38                                   | 1. liga – Gruppe A                  | I                            | 2. Platz                     |                                      | Ligareform                                  |
| 1938/39                                   | Mittelböhmen                        | I                            | 4. Platz                     |                                      |                                             |
| Protektorat Böhmen und Mähren (1939–1944) |                                     |                              |                              |                                      |                                             |
| Saison                                    | Liga                                | Spielklasse                  | Hauptrunde                   | Endrunde                             | Auf- und Abstieg                            |
| 1939/40                                   | Prager Meisterschaft                | I I                          | 3. Platz                     |                                      | Aufstieg                                    |
| 1940/41                                   | Nationalliga                        | I                            | 1. Platz                     |                                      | Meister                                     |
| 1941/42                                   | Nationalliga                        | I                            | 2. Platz                     |                                      |                                             |
| 1942/43                                   | Nationalliga                        | I                            | 2. Platz                     |                                      |                                             |
| 1943/44                                   | Nationalliga                        | I                            | 2. Platz                     |                                      | Ligareform                                  |
| Tschechoslowakei (1945–1993)              |                                     |                              |                              |                                      |                                             |
| Saison                                    | Liga                                | Spielklasse                  | Hauptrunde                   | Endrunde                             | Auf- und Abstieg                            |
| 1945/46                                   | 1. liga – Gruppe B                  | I                            | 1. Platz                     | Finale                               |                                             |
| 1946/47                                   | 1. liga – Gruppe B                  | I                            | 1. Platz                     | Finale                               |                                             |
| 1947/48                                   | 1. liga – Gruppe A                  | I                            | 1. Platz                     | Finale                               | Ligareform                                  |
| 1948/49                                   | 1. liga                             | I                            | 8. Platz                     |                                      | Abstieg                                     |
| 1949/50                                   | Regionalmeisterschaften – Gruppe D2 | I I                          | 1. Platz                     | Halbfinale Gruppe A (3. Platz)       | Ligareform                                  |
| 1950/51                                   | Regionalmeisterschaften – Gruppe D  | I I                          | 1. Platz                     | Gruppe West (4. Platz)               | Aufstieg                                    |
| 1951/52                                   | 1. liga – Gruppe B                  | I                            | 6. Platz                     |                                      |                                             |
| 1952/53                                   | 1. liga – Gruppe B                  | I                            | 6. Platz                     |                                      |                                             |
| 1953/54                                   | 1. liga – Gruppe C                  | I                            | 5. Platz                     |                                      |                                             |
| 1954/55                                   | 1. liga – Gruppe B                  | I                            | 5. Platz                     |                                      |                                             |
| 1955/56                                   | 1. liga – Gruppe B                  | I                            | 6. Platz                     |                                      |                                             |
| 1956/57                                   | 1. liga                             | I                            | 10. Platz                    |                                      |                                             |
| 1957/58                                   | 1. liga                             | I                            | 11. Platz                    |                                      | Abstieg                                     |
| 1958/59                                   | 2. liga – Gruppe A                  | I I                          | 2. Platz                     |                                      |                                             |
| 1959/60                                   | 2. liga – Gruppe A                  | I I                          | 5. Platz                     |                                      |                                             |
| 1960/61                                   | 2. liga – Gruppe A                  | I I                          | 4. Platz                     |                                      |                                             |
| 1961/62                                   | 2. liga – Gruppe A                  | I I                          | 2. Platz                     |                                      |                                             |
| 1962/63                                   | 2. liga – Gruppe A                  | I I                          | 2. Platz                     |                                      |                                             |
| 1963/64                                   | 2. liga – Gruppe B                  | I I                          | 1. Platz                     | Qualifikation zur 1. liga (2. Platz) | Aufstieg                                    |
| 1964/65                                   | 1. liga                             | I                            | 12. Platz                    | Abstiegsrunde (12. Platz)            | Abstieg                                     |
| 1965/66                                   | 2. liga – Gruppe B                  | I I                          | 1. Platz                     | Qualifikation zur 1. liga (3. Platz) |                                             |
| 1966/67                                   | 2. liga – Gruppe B                  | I I                          | 2. Platz                     |                                      |                                             |
| 1967/68                                   | 2. liga – Gruppe B                  | I I                          | 3. Platz                     |                                      |                                             |
| 1968/69                                   | 2. liga – Gruppe A                  | I I                          | 4. Platz                     |                                      | Ligareform                                  |
| 1969/70                                   | 1. ČNHL – Gruppe A                  | I I                          | 10. Platz                    |                                      |                                             |
| 1970/71                                   | 1. ČNHL – Gruppe A                  | I I                          | 2. Platz                     | Qualifikation zur 1. liga (4. Platz) |                                             |
| 1971/72                                   | 1. ČNHL – Gruppe A                  | I I                          | 4. Platz                     |                                      |                                             |
| 1972/73                                   | 1. ČNHL – Gruppe A                  | I I                          | 4. Platz                     |                                      |                                             |
| 1973/74                                   | 1. ČNHL                             | I I                          | 12. Platz                    |                                      | Abstieg                                     |
| 1974/75                                   | 2. ČNHL – Gruppe A                  | I I I                        | 4. Platz                     |                                      |                                             |
| 1975/76                                   | 2. ČNHL – Gruppe B                  | I I I                        | 6. Platz                     |                                      |                                             |
| 1976/77                                   | 2. ČNHL – Gruppe B                  | I I I                        | 5. Platz                     |                                      |                                             |
| 1977/78                                   | 2. ČNHL – Gruppe B                  | I I I                        | 6. Platz                     |                                      |                                             |
| 1978/79                                   | 2. ČNHL – Gruppe A                  | I I I                        | 5. Platz                     |                                      | Ligareform                                  |
| 1979/80                                   | Kreismeisterschaft Prag             | I I I                        | 1. Platz                     | Finalrunde (1. Platz)                | Aufstieg                                    |
| 1980/81                                   | 1. ČNHL – Gruppe A                  | I I                          | 9. Platz                     | Abstiegsrunde A (2. Platz)           |                                             |
| 1981/82                                   | 1. ČNHL – Gruppe A                  | I I                          | 4. Platz                     | Finalrunde (10. Platz)               |                                             |
| 1982/83                                   | 1. ČNHL – Gruppe A                  | I I                          | 6. Platz                     | Abstiegsrunde (2. Platz)             | Abstieg (Ligareform)                        |
| 1983/84                                   | 2. ČNHL                             | I I I                        | 4. Platz                     |                                      |                                             |
| 1984/85                                   | 2. ČNHL – Gruppe A                  | I I I                        | 7. Platz                     |                                      |                                             |
| 1985/86                                   | 2. ČNHL – Gruppe A                  | I I I                        | 4. Platz                     |                                      |                                             |
| 1986/87                                   | 2. ČNHL – Gruppe A                  | I I I                        | 3. Platz                     |                                      |                                             |
| 1987/88                                   | 2. ČNHL – Gruppe B                  | I I I                        | 4. Platz                     |                                      |                                             |
| 1988/89                                   | 2. ČNHL – Gruppe B                  | I I I                        | 3. Platz                     |                                      |                                             |
| 1989/90                                   | 2. ČNHL – Gruppe B                  | I I I                        | 7. Platz                     |                                      |                                             |
| 1990/91                                   | 2. ČNHL – Gruppe B                  | I I I                        | 4. Platz                     | Halbfinale Gruppe B (4. Platz)       |                                             |
| 1991/92                                   | 2. ČNHL – Gruppe C                  | I I I                        | 7. Platz                     |                                      |                                             |
| 1992/93                                   | 2. ČNHL – Gruppe A                  | I I I                        | 7. Platz                     |                                      | Abstieg                                     |
| Tschechien (1993–1998)                    |                                     |                              |                              |                                      |                                             |
| Saison                                    | Liga                                | Spielklasse                  | Hauptrunde                   | Endrunde                             | Auf- und Abstieg                            |
| 1993/94                                   | Kreismeisterschaft Prag             | I I I I                      | 1. Platz                     | Relegation zur 2. liga               | Lizenzverkauf an den HK Kralupy nad Vltavou |
| 1994/95                                   | Kreismeisterschaft Prag             | I I I I                      | 6. Platz                     |                                      |                                             |
| 1995/96                                   | Kreismeisterschaft Prag             | I I I I                      | 3. Platz                     |                                      |                                             |
| 1996/97                                   | Kreismeisterschaft Prag             | I I I I                      | 5. Platz                     |                                      |                                             |
| 1997/98                                   | Kreismeisterschaft Prag             | I I I I                      | 4. Platz                     |                                      |                                             |